# روموند غابريلسن
روموند غابريلسن (بالإنجليزية: Romund Gabrielsen)‏ (22 يوليو 1917 – 1971) هو سبّاح من بريطانيا الغظمي راحل، مثّل بلاده في الألعاب الأولمبية الصيفية 1936.

## روابط خارجية
روموند غابريلسن على موقع أوليمبيديا (الإنجليزية)